# Сідон (район)
Сідон (араб. قضاء صيدا‎‎‎‎) — один з 25 районів Лівану, входить до складу провінції Південний Ліван. Адміністративний центр — м. Сидон. На півночі межує з районом Шуф, на сході — з районами Джеззін та Набатія, на півдні — з районом Тір, на заході омивається водами Середземного моря.
| Ліван | Це незавершена стаття з географії Лівану. Ви можете допомогти проєкту, виправивши або дописавши її. |